# Raman Singh

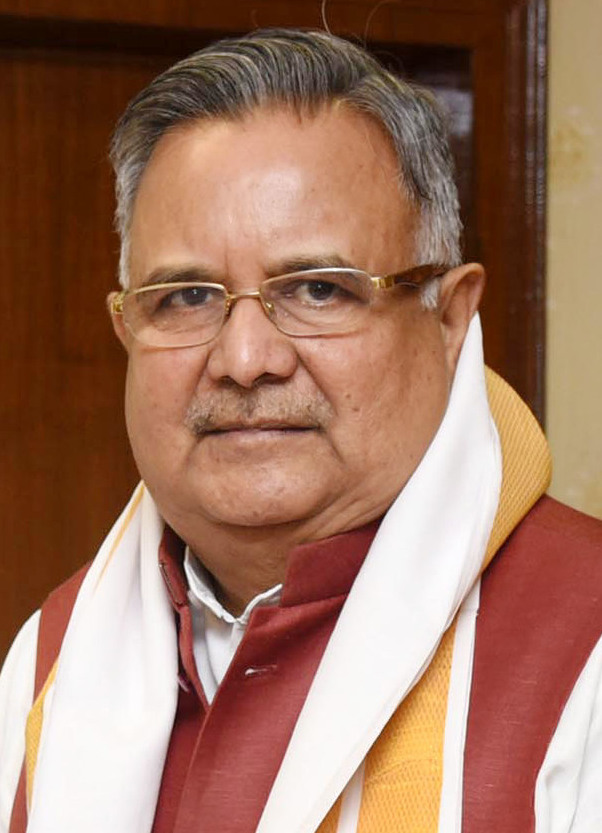
Raman Singh

Raman Singh (Hindi रमन सिंह; * 15. Oktober 1952 in Kawardha) ist ein indischer Politiker der Bharatiya Janata Party (BJP). Er war von 2003 bis 2018 Chief Minister des indischen Bundesstaats Chhattisgarh.

## Biografie
Raman Singh wurde in eine ländliche Rajputen-Familie im damaligen Madhya Pradesh (heute Chhattisgarh) in Zentralindien geboren und erhielt seine Schulbildung nahe seinem Geburtsort in Chhuikhadan, Kawardha, und Rajnandgaon. Seine Eltern waren Vighnaharan Singh Thakur – von Beruf Richter – und Sudha Singh. Er studierte ayurvedische Medizin am staatlichen Ayurveda College in Raipur, wo er 1975 den Grad eines Bachelor in ayurvedischer Medizin und Chirurgie (B.A.M.S.) erwarb.
Während der Zeit des Ausnahmezustandes 1975–1977 wurde Singh in der lokalen Organisation der Bharatiya Jana Sangh, der Vorläuferpartei der heutigen BJP aktiv. Später schloss er sich der 1980 neu gegründeten BJP an. 1990 und 1993 wurde er jeweils als Abgeordneter im Wahlkreis 176-Kawardha in das Parlament von Madhya Pradesh gewählt. Bei der gesamtindischen Parlamentswahl 1999 war er im Wahlkreis 22-Rajnandgaon erfolgreich und amtierte vom 13. Oktober 1999 bis zum 29. Januar 2003 als Staatsminister für Handel und Industrie im Kabinett von Premierminister Atal Bihari Vajpayee. Unter der Regierung Vajpayee wurde der Entschluss gefasst die östlichen Distrikte von Madhya Pradesh als neuen Bundesstaat Chhattisgarh auszugliedern. Das entsprechende Gesetz trat am 1. November 2000 in Kraft. Bei der ersten direkten Parlamentswahl in Chhattisgarh 2003 gewann die BJP mit 39,3 % der Wählerstimmen 50 von 90 Sitzen. Raman Singh wurde als Kandidat für das Amt des Chief Ministers bestimmt und am 7. Dezember 2003 in dieses Amt gewählt. Bei der darauffolgenden Wahl in Chhattisgarh 2008 gewann die BJP 40,3 % der Stimmen, erneut 50 Sitze und Singh blieb weiter Chief Minister. Bei der Wahl 2013 erreichte die BJP 41,0 % und 49 Sitze. Am 12. Dezember 2013 wurde Singh zum dritten Mal in Folge als Chief Minister von Chhattisgarh vereidigt.
Raman Singh genoss den Ruf, ein relativ effizienter Regierungschef zu sein, der die Entwicklung von Chhattisgarh vorangetrieben habe. Die jährlichen Wirtschaftswachstumsraten lagen in seinen Regierungsjahren bei etwa 8 bis 9 %. Besondere Bedeutung hatte während seiner Amtszeit die Bekämpfung terroristischer maoistischer Rebellen, der Naxaliten, die besonders auf dem Territorium von Chhattisgarh aktiv sind.
Die Parlamentswahl in Chhattisgarh im November 2018 ging für die BJP verloren, so dass Singh am 11. Dezember 2018 vom Amt des Chief Ministers zurücktrat. Sein Nachfolger im Amt des Chief Ministers wurde Bhupesh Baghel von der Kongresspartei.

## Persönliches
Raman Singh ist mit Veena Singh verheiratet. das Ehepaar hat eine Tochter, Asmita, die als Ärztin arbeitet, und einen Sohn, Abhishek, der als gewählter Abgeordneter (BJP) im Parlament von Chhattisgarh tätig ist.